# Henri de Baillet-Latour
O Conde Henri de Baillet-Latour (mais formalmente, Henri, Conde de Baillet-Latour; Bruxelas, 1 de março de 1876 — Bruxelas, 6 de janeiro de 1942) foi um aristocrata belga e terceiro presidente do Comitê Olímpico Internacional (COI).

## Biografia
Se tornou membro do COI em 1903 e, mais tarde, foi co-fundador do Comitê Olímpico Belga. Foi um dos organizadores dos Jogos Olímpicos de Verão de 1920, na Antuérpia, eleita sede apenas um ano antes. Devido ao curto espaço de tempo e às condições da Bélgica logo após a Primeira Guerra Mundial, os jogos foram considerados um sucesso.
Henri foi eleito presidente do COI depois que o fundador do Movimento Olímpico moderno, Pierre de Coubertin, se tornou presidente de honra em 1925. Ele presidiu o COI até seu falecimento, em 1942, quando foi sucedido por seu vice, Sigfrid Edström.